# Women – for America, for the World

Women – for America, for the World est un court-métrage documentaire américain réalisé et produit par 	Vivienne Verdon-Roe, et sorti en 1986.
Il donne la parole à des femmes activistes anti-nucléaires. Il a reçu l'Oscar du meilleur court-métrage documentaire en 1987.

## Fiche technique
- Réalisation : Vivienne Verdon-Roe
- Durée : 30 minutes
- Date de sortie : 1986

## Distribution
- Joanne Woodward
- Jean Shinoda Bolen (en)
- Betty Bumpers (en)
- Shirley Chisholm
- Allene Cottier
- Mary Dent Crisp (en)
- Geraldine A. Ferraro (voix)
- Ellen Goodman (en)
- Elisabeth Holtzman (en)
- Vera Kistiakowsky
- Pat Schroeder